# تپه قلعه زیویه
تپه قلعه زیویه یا قلعه زیویه‌ مربوط به سدهٔ ۳ و ۴ ه.ق است و در شهرستان سقز، روستای زیویه واقع شده و این اثر در تاریخ ۱۰ مهر ۱۳۸۰ با شمارهٔ ثبت ۴۰۱۸ به‌عنوان یکی از آثار ملی ایران به ثبت رسیده است لازم به ذکر است که این ده متعلق به خانواده کیخسروی از ایل فیض اله بیگی بوده است.
از این بنای تاریخی در سالنامه‌های آشوری ذکری به میان آمده است و بیان شده که به دنبال شورش و طغیان اقوام مانایی (سده نهم تا ششم پیش از میلاد) از طریق قلعه این تپه عملیات‌های جنگی صورت گرفته است.
اعتبار و شهرت جهانی زیویه به سال ۱۳۲۵ بازمی‌گردد که در اثر عوامل جوی و ریزش برف و باران قسمتی از راس تپه تخریب و آثار و اشیاء به صورت اتفاقی کشف شدند. اولین عملیات باستان‌شناسی در این منطقه توسط رابرت رایسون آمریکای در سال ۱۹۴۵ انجام گرفت.

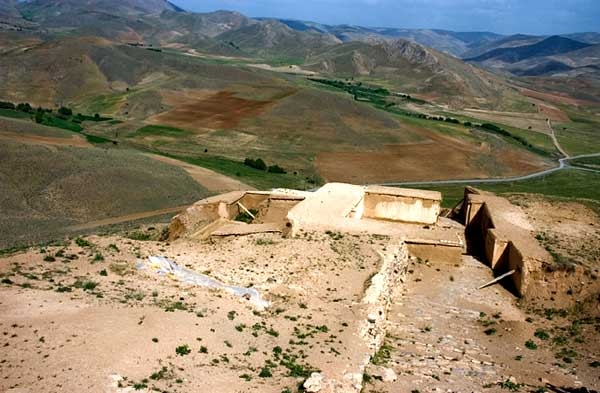
قلعه زیویه

در فاصله سال‌های ۱۳۲۵ تا ۱۳۲۳ یک فرد یهودی به نام ایوب رب نوع به مدت ۸ سال اقدام به کاووش کرد که بسیاری از آثار اکتشاف شده در این زمان به خارج از ایران قاچاق شد که در این راه رشید کیخسروی کوشش ها و تلاش های بسیاری برای جلوگیری از این اتفاق انجام داد که شرح وقایع آن را در کتابی به نام دوران بی خبری آورده است.
در سال ۱۳۵۴ نصرالله معتمدی کاووش و بررسی اشیاء کشف شده در تپه باستانی زیویه را آغاز کرد دور دوم فعالیت‌های باستان‌شناسی معتمدی که ۶ سال به طول انجامید آثار بسیار ارزشمندی در آن کشف شد.